# Resident Evil (filmserie)
Resident Evil är en action/skräck- och zombiefilm/science fantasy-filmserie, löst baserad på de japanska TV-spelen av Capcom med samma namn. Den tyska studion Constantin Film köpte rättigheterna till den första filmen i januari 1997, och hade då Alan B. McElroy och George A. Romero som påtänkta manusförfattare. 2001 köpte Sony Pictures Entertainment distribueringsrättigheterna, och anställde Paul W. S. Anderson som manusförfattare och regissör för Resident Evil (2002). Anderson fortsatte som manusförfattare och producent för Resident Evil: Apocalypse (2004) och Resident Evil: Extinction (2007), och återvände som regissör för Resident Evil: Afterlife (2010), Resident Evil: Retribution (2012) och Resident Evil: The Final Chapter (2016).
Filmernas huvudperson, Alice (Milla Jovovich), är en karaktär skapad för filmerna, som slåss mot Umbrella Corporation, vars biologiska vapen har satt igång en zombieapokalyps. Även karaktärer från spelen förekommer, till exempel Jill Valentine, Carlos Olivera, Claire Redfield, Albert Wesker, Chris Redfield, Barry Burton, Leon S. Kennedy, Ada Wong och James Marcus.
Trots negativa recensioner är Resident Evil den filmserie baserad på ett TV-spel, som spelat in mest pengar, då filmerna spelat in över 1,235 miljarder dollar världen över.

## Filmer

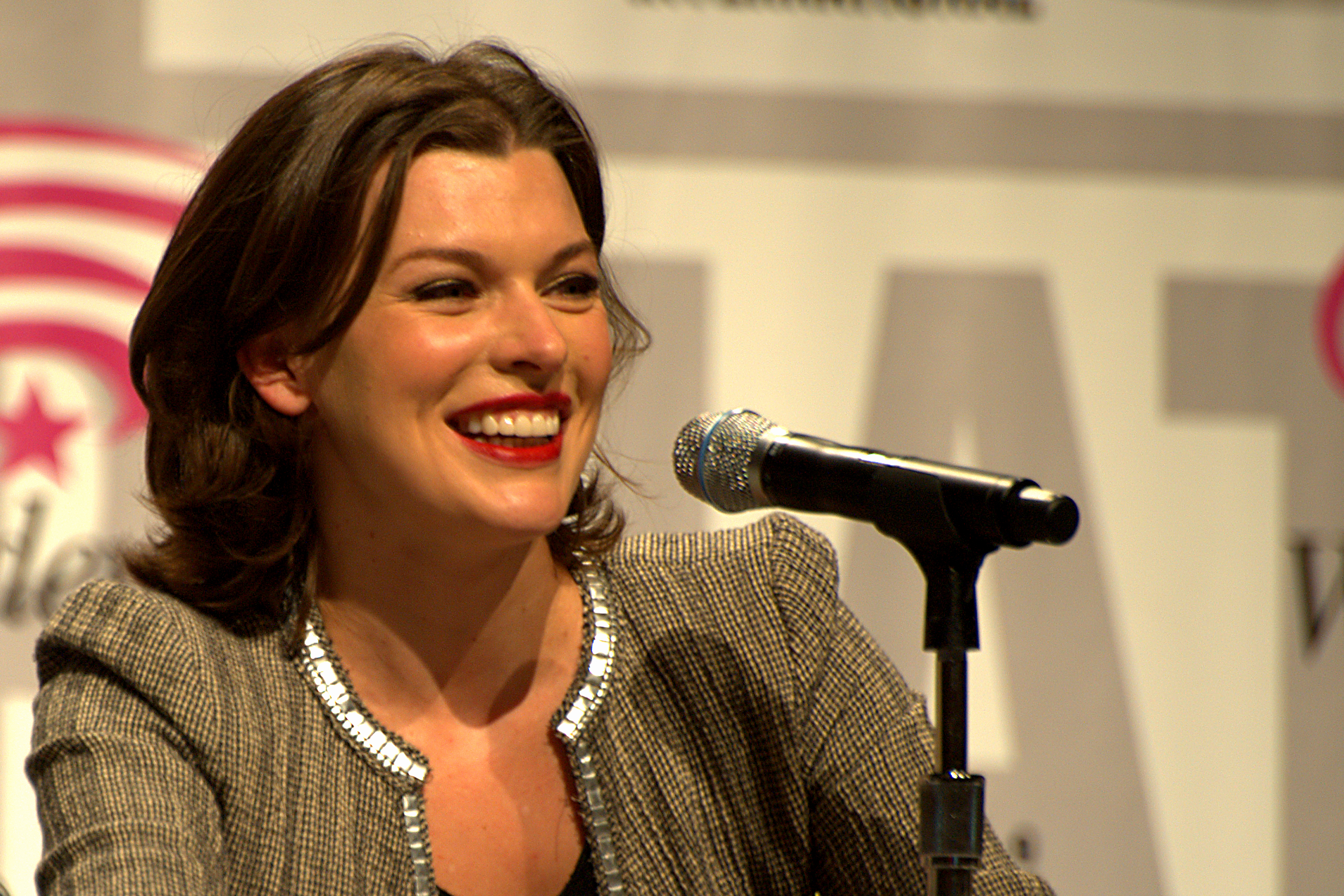
Skådespelerskan Milla Jovovich spelar Alice i filmserien.

Länder som Resident Evil-filmerna spelades in i.

### Resident Evil(2002)
Den tyska studion Constantin Film köpte rättigheterna till den första filmen i januari 1997, och hade då Alan B. McElroy och George A. Romero som påtänkta manusförfattare. 2001 fick Columbia TriStar distribueringsrättigheterna för Nordamerika, och budgeterade filmen till $40 miljoner dollar. George A. Romero anställdes av Sony och Capcom för att regissera och skriva Resident Evil. Hans manus avslog sedan. Capcoms producent Yoshiki Okamoto sa att "Romero's script wasn't good, so Romero was fired". Paul W. S. Anderson anställdes istället av Sony för att skriva manus, och under 2000 tillkännagavs Anderson som regissör och manusförfattare. 2001 fick Milla Jovovich rollen som filmens protagonist Alice.
Raccoon City är i princip styrt av ett företag vid namn Umbrella Corp. Umbrella har en forskningsbas, "The Hive", som är placerad under staden. På något underligt sätt så förlorar Umbrella kontakten med basen och skickar därför ner en specialstyrka för att undersöka saken. 

### Resident Evil: Apocalypse(2004)
Uppföljaren till den första filmen började att spelas in 2003 efter den första filmens succé. Anderson skrev även manus till uppföljaren, men eftersom han samtidigt arbetade med Alien vs. Predator, tog Alexander Witt över rollen som regissör.
Den andra filmen i serien tar vid där första filmen slutar. Strax efter händelserna i forskningsbasen "The Hive" vaknar Alice (Milla Jovovich) upp i ett övergivet sjukhus ägt av Umbrella Corp i Raccoon City. Umbrellas forskare har öppnat The Hive igen för att ta reda på vad som hänt där och T-viruset och zombierna där inne har kommit upp till ytan. Alice måste nu med hjälp av S.T.A.R.S-medlemmen Jill Valentine och U.B.C.S-soldaten Carlos Olivera komma ut ur Raccoon City. Men samtidigt som de försöker med det måste de undgå den farligaste fienden av dem alla i Raccoon City, "Nemesis".

### Resident Evil: Extinction(2007)
I november 2005 fick Screen Gems rättigheterna för en tredje film i serien, vilken fick undertiteln Extinction. Anderson arbetade även på denna filmen som manusförfattare, och filmen filmades i Mexiko. Russell Mulcahy regisserade filmen. Filmen släpptes den 21 september 2007.
Filmen utspelar sig några år efter den andra filmen Resident Evil: Apocalypse. Umbrella Corp har misslyckats, T-viruset har nu spridits över hela världen och nästan alla människor på jorden är döda. Alice, gömmer sig i öknen i Nevada och stöter där på en grupp med överlevande. Gruppen reser runt i en konvoj bland spillrorna som finns kvar av världen och försöker klara sig från alla zombies. Några av gruppens medlemmar har varit med i tidigare filmer bland annat Claire Redfield, Carlos Olivera och L.J medan andra är nya som till exempel K-Mart och 'Nurse Betty'. Alice har hittat en dagbok, där det står att det finns en plats i Alaska, som kallas Arcadia, som inte är infekterat av t-viruset. Umbrella Corp., med vetenskapsmannen 'Dr. Isaacs' i spetsen, lyckas hitta Project Alice som Alice kallas av dem och försöker fånga henne. De har tidigare utfört experiment på henne och dessa har resulterat i superkrafter som hon uppvisar i några korta sekvenser i filmen. Umbrella Corp. misslyckas med tillfångatagandet och Alice bestämmer sig för att attackera en av deras baser som ligger i närheten.

### Resident Evil: Afterlife(2010)
Före den tredje filmen hade släppts, hade Constantin planer på en fjärde film. Filmen utspelar sig i Japan och filmades i 3D med Fusion Camera System som James Cameron och Vince Pace utvecklat för filmen Avatar som släpptes 2009. Filmens manus skrevs av Paul W. S. Anderson, som även regisserade.
Alice fortsätter sitt sökande efter överlevande för att leda dem i säkerhet. Hennes kamp mot Umbrella når nya höjder, men Alice får oväntad hjälp av en gammal vän. En ny ledtråd som pekar mot en säker plats leder dem till Los Angeles, men när de kommer dit är staden full av odöda och Alice och hennes följe inser att de är på väg att gå rakt in i en fälla. 

### Resident Evil: Retribution(2012)
Den femte filmen spelades in I Toronto, Ontario från mitten av oktober till 23 december 2011. Colin Salmon som spelade rollen som One och Michelle Rodriguez som spelade Rain Ocampo i seriens första film återvände i denna. Även Oded Fehr, som spelade Carlos Olivera i den andra och tredje filmen återvände. Tre karaktärer från TV-spelet gjorde sin filmdebut i filmserien, Johann Urb som Leon S. Kennedy, Kevin Durand som Barry Burton och Li Bingbing som Ada Wong. Filmen släpptes internationellt den 14 september 2012.

### Resident Evil: The Final Chapter(2016)
Anderson skrev och regisserade den sjätte och sista filmen i serien, med undertiteln The Final Chapter, vilken filmades i 2D och gjorde efteråt om till stereoskopisk 3D. Milla Jovovich spelar även i denna filmen rollen som Alice, men endast Shawn Roberts, Iain Glen och Ali Larter återvänder i filmen. Filmandet planerades att börja i Sydafrika i augusti 2014, men sköts upp till sommaren 2015, då Jovovich var gravid.
Filmen släpptes den 23 december 2016 i Tokyo och den  27 januari 2017 i Nordamerika.

## Rollista
| Karaktär                                           | Film               | Film                                     | Film                                                  | Film                     | Film                                      | Film                                     |  |
| Karaktär                                           | Resident Evil      | Resident Evil: Apocalypse                | Resident Evil: Extinction                             | Resident Evil: Afterlife | Resident Evil: Retribution                | Resident Evil: The Final Chapter         |  |
| -------------------------------------------------- | ------------------ | ---------------------------------------- | ----------------------------------------------------- | ------------------------ | ----------------------------------------- | ---------------------------------------- |  |
| Alice / Alicia Marcus                              | Milla Jovovich     | Milla Jovovich                           | Milla Jovovich                                        | Milla Jovovich           | Milla Jovovich                            | Milla Jovovich Ever Gabo AndersonY       |  |
| Rain Ocampo                                        | Michelle Rodriguez | Michelle RodriguezUA                     |                                                       |                          | Michelle Rodriguez                        | Michelle RodriguezA                      |  |
| Matthew "Matt" Addison / NemesisG                  | Eric Mabius        | Matthew G. Taylor (Nemesis) Eric MabiusA | Matthew G. Taylor (Nemesis)UA                         |                          | Eric MabiusAMatthew G. Taylor (Nemesis)UA | Eric MabiusAMatthew G. Taylor (Nemesis)A |  |
| Spence Parks                                       | James Purefoy      | James PurefoyUA                          | PhotographU                                           |                          | James PurefoyA                            | James PurefoyA                           |  |
| Chad Kaplan                                        | Martin Crewes      |                                          |                                                       |                          | Martin CrewesA                            | Martin CrewesA                           |  |
| James "One" Shade                                  | Colin Salmon       |                                          | Colin SalmonUA                                        |                          | Colin SalmonC                             | Colin SalmonA                            |  |
| Dr. Lisa Addison                                   | Heike Makatsch     | Heike MakatschUA                         |                                                       |                          | Heike MakatschA                           | Heike MakatschA                          |  |
| J.D. Salinas                                       | Pasquale Aleardi   | Pasquale AleardiUA                       |                                                       |                          | Pasquale AleardiA                         | Pasquale AleardiA                        |  |
| Olga Danilova                                      | Liz May Brice      |                                          | Liz May BriceUA                                       |                          | Liz May BriceA                            | Liz May BriceA                           |  |
| Vance Drew                                         | Torsten Jerabek    |                                          | Torsten JerabekUA                                     |                          | Torsten JerabekUA                         | Torsten JerabekA                         |  |
| Alfonso Warner                                     | Marc Logan-Black   |                                          | Marc Logan-BlackUA                                    |                          | Marc Logan-BlackUA                        | Marc Logan-BlackA                        |  |
| Red QueenO                                         | Michaela Dicker    |                                          |                                                       |                          | Megan Charpentier Ave Merson-O'BrianV     | Ever Gabo Anderson Michaela DickerA      |  |
| Berättare / William Birkin                         | Jason IsaacsUC     |                                          |                                                       |                          |                                           |                                          |  |
| Jill ValentineG                                    |                    | Sienna Guillory                          |                                                       | Sienna GuilloryC         | Sienna Guillory                           |                                          |  |
| Carlos OliveraG / Todd                             |                    | Oded Fehr                                | Oded Fehr                                             |                          | Oded Fehr                                 | Oded FehrA                               |  |
| Major Timothy Cain                                 |                    | Thomas Kretschmann                       |                                                       |                          | Thomas KretschmannA                       |                                          |  |
| Angela "Angie" Ashford                             |                    | Sophie Vavasseur                         | Sophie VavasseurUA                                    |                          | Sophie VavasseurUA                        |                                          |  |
| Terri Morales                                      |                    | Sandrine Holt                            |                                                       |                          | Sandrine HoltA                            |                                          |  |
| Sgt. Peyton Wells                                  |                    | Razaaq Adoti                             |                                                       |                          | Razaaq AdotiA                             |                                          |  |
| Dr. Charles AshfordG                               |                    | Jared Harris                             |                                                       |                          |                                           | Jared HarrisA                            |  |
| Lloyd Jefferson "L.J." Wade                        |                    | Mike Epps                                | Mike Epps                                             |                          | Mike EppsUA                               |                                          |  |
| Nicholai GinovaefG                                 |                    | Zack Ward                                |                                                       |                          |                                           |                                          |  |
| Dr. Isaacs / Dr. Alexander Roland Isaacs / TyrantG |                    | Iain Glen                                | Iain Glen Brian Steele (Tyrant) Gary HeckerV (Tyrant) |                          | Iain GlenA                                | Iain Glen                                |  |
| Claire RedfieldG                                   |                    |                                          | Ali Larter                                            | Ali Larter               | Ali LarterA                               | Ali Larter                               |  |
| Betty                                              |                    |                                          | Ashanti                                               |                          |                                           |                                          |  |
| Mikey                                              |                    |                                          | Christopher Egan                                      |                          |                                           |                                          |  |
| K-Mart                                             |                    |                                          | Spencer Locke                                         | Spencer LockeC           | Spencer LockeA                            |                                          |  |
| Slater                                             |                    |                                          | Matthew Marsden                                       |                          |                                           |                                          |  |
| Chase                                              |                    |                                          | Linden Ashby                                          |                          |                                           | Linden AshbyA                            |  |
| Albert WeskerG                                     |                    |                                          | Jason O'Mara                                          | Shawn Roberts            | Shawn Roberts                             | Shawn Roberts                            |  |
| Otto                                               |                    |                                          | Joe Hursley                                           |                          |                                           |                                          |  |
| White Queen                                        |                    |                                          | Madeline Carroll                                      |                          |                                           |                                          |  |
| Bennett Sinclair                                   |                    |                                          |                                                       | Kim Coates               | Kim CoatesA                               |                                          |  |
| Angel Ortiz                                        |                    |                                          |                                                       | Sergio Peris-Mencheta    |                                           |                                          |  |
| Luther West                                        |                    |                                          |                                                       | Boris Kodjoe             | Boris Kodjoe                              | Boris KodjoeA                            |  |
| Chris RedfieldG                                    |                    |                                          |                                                       | Wentworth Miller         | Wentworth MillerA                         |                                          |  |
| Crystal Waters                                     |                    |                                          |                                                       | Kacey Clarke             |                                           |                                          |  |
| Kim Yong                                           |                    |                                          |                                                       | Norman Yeung             | Norman YeungA                             |                                          |  |
| Wendell                                            |                    |                                          |                                                       | Fulvio Cecere            |                                           |                                          |  |
| Axeman / The Axe MenG                              |                    |                                          |                                                       | Ray Olubowale            | Ray Olubowale Kevin Shand                 | Ray OlubowaleA                           |  |
| J Pop Girl                                         |                    |                                          |                                                       | Mika NakashimaC          | Mika NakashimaC                           | Mika NakashimaA                          |  |
| Barry BurtonG                                      |                    |                                          |                                                       |                          | Kevin Durand                              | Kevin DurandA                            |  |
| Becky                                              |                    |                                          |                                                       |                          | Aryana Engineer                           | Aryana EngineerA                         |  |
| Leon S. KennedyG                                   |                    |                                          |                                                       |                          | Johann Urb                                | Johann UrbA                              |  |
| Ada WongG                                          |                    |                                          |                                                       |                          | Li Bingbing Sally CahillUV                | Li BingbingA                             |  |
| Abigail                                            |                    |                                          |                                                       |                          |                                           | Ruby Rose                                |  |
| Doc                                                |                    |                                          |                                                       |                          |                                           | Eoin Macken                              |  |
| Razor                                              |                    |                                          |                                                       |                          |                                           | Fraser James                             |  |
| Cobalt                                             |                    |                                          |                                                       |                          |                                           | Rola                                     |  |
| Commander Chu                                      |                    |                                          |                                                       |                          |                                           | Lee Joon-gi                              |  |
| Christian                                          |                    |                                          |                                                       |                          |                                           | William Levy                             |  |
| Dr. James MarcusG                                  |                    |                                          |                                                       |                          |                                           | Mark Simpson                             |  |

## Medverkande
| Yrkesroll                 | Film                                                       | Film                                                   | Film                                                                    | Film                                                                               | Film                                                                | Film                                                     |
| Yrkesroll                 | Resident Evil                                              | Resident Evil: Apocalypse                              | Resident Evil: Extinction                                               | Resident Evil: Afterlife                                                           | Resident Evil: Retribution                                          | Resident Evil: The Final Chapter                         |
| ------------------------- | ---------------------------------------------------------- | ------------------------------------------------------ | ----------------------------------------------------------------------- | ---------------------------------------------------------------------------------- | ------------------------------------------------------------------- | -------------------------------------------------------- |
| Regissör                  | Paul W. S. Anderson                                        | Alexander Witt                                         | Russell Mulcahy                                                         | Paul W. S. Anderson                                                                | Paul W. S. Anderson                                                 | Paul W. S. Anderson                                      |
| Producent(er)             | Paul W. S. AndersonJeremy BoltBernd EichingerSamuel Hadida | Paul W. S. AndersonJeremy BoltDon Carmody              | Paul W. S. AndersonJeremy BoltBernd EichingerSamuel HadidaRobert Kulzer | Paul W. S. AndersonJeremy BoltDon CarmodyBernd EichingerSamuel HadidaRobert Kulzer | Paul W. S. AndersonJeremy BoltDon CarmodySamuel HadidaRobert Kulzer | Paul W. S. AndersonJeremy BoltSamuel HadidaRobert Kulzer |
| Exekutiv(a) producent(er) | Victor HadidaDaniel S. KletzkyRobert KulzerYoshiki Okamoto | Bernd EichingerSamuel HadidaVictor HadidaRobert Kulzer | Victor HadidaMartin MoszkowiczKelly Van Horn                            | Victor HadidaMartin Moszkowicz                                                     | Victor HadidaMartin Moszkowicz                                      | Victor HadidaMartin Moszkowicz                           |
| Manusförfattare           | Paul W. S. Anderson                                        | Paul W. S. Anderson                                    | Paul W. S. Anderson                                                     | Paul W. S. Anderson                                                                | Paul W. S. Anderson                                                 | Paul W. S. Anderson                                      |
| Kompositör(er)            | Marco BeltramiMarilyn Manson                               | Jeff Danna                                             | Charlie Clouser                                                         | Tomandandy                                                                         | Tomandandy                                                          | Paul Haslinger                                           |
| Foto                      | David Johnson                                              | Derek RogersChristian Sebaldt                          | David Johnson                                                           | Glen MacPherson                                                                    | Glen MacPherson                                                     | Glen MacPherson                                          |
| Redigering                | Alexander Berner                                           | Eddie Hamilton                                         | Niven Howie                                                             | Niven Howie                                                                        | Niven Howie                                                         | Doobie White                                             |

### Recensioner och mottagande
| Film                             | Rotten Tomatoes       | Metacritic          | CinemaScore |
| -------------------------------- | --------------------- | ------------------- | ----------- |
| Resident Evil                    | 34% (124 recensioner) | 33 (24 recensioner) | B           |
| Resident Evil: Apocalypse        | 21% (125 recensioner) | 35 (26 recensioner) | B           |
| Resident Evil: Extinction        | 22% (94 recensioner)  | 41 (12 recensioner) | B−          |
| Resident Evil: Afterlife         | 23% (95 recensioner)  | 37 (14 recensioner) | B−          |
| Resident Evil: Retribution       | 31% (65 recensioner)  | 39 (17 recensioner) | C+          |
| Resident Evil: The Final Chapter | 36% (91 recensioner)  | 49 (19 recensioner) | B           |

## Köpvideo och nedladdning
Sony Pictures Home Entertainment har släppt alla sex filmer på DVD, Blu-ray och som digital nedladdning. Filmerna har även släppts som DVD- och Blu-rayboxar:
| Titel                                                           | Format       | Släppt           | Filmer | Referens      |
| --------------------------------------------------------------- | ------------ | ---------------- | --- | ------------- |
| Resident Evil / Resident Evil: Apocalypse – Resurrected Edition | DVD          | 4 september 2007 | Resident Evil, Resident Evil: Apocalypse | [ 44 ]        |
| Resident Evil: The High Definition Trilogy                      | Blu-ray      | 1 januari 2008   | Resident Evil, Resident Evil: Apocalypse, Resident Evil: Extinction                                                                                         | [ 45 ]        |
| Resident Evil Trilogy                                           | DVD          | 9 december 2008  | Resident Evil, Resident Evil: Apocalypse, Resident Evil: Extinction                                                                                         | [ 46 ]        |
| The Resident Evil Collection                                    | DVD, Blu-ray | 4 september 2012 | Resident Evil, Resident Evil: Apocalypse, Resident Evil: Extinction, Resident Evil: Afterlife                                                               | [ 47 ]        |
| The Resident Evil Collection                                    | DVD, Blu-ray | 21 december 2012 | Resident Evil, Resident Evil: Apocalypse, Resident Evil: Extinction, Resident Evil: Afterlife, Resident Evil: Retribution                                   | [ 48 ] [ 49 ] |
| Resident Evil: The Complete Collection                          | Blu-ray      | 16 maj 2017      | Resident Evil, Resident Evil: Apocalypse, Resident Evil: Extinction, Resident Evil: Afterlife, Resident Evil: Retribution, Resident Evil: The Final Chapter | [ 50 ]        |